# جغرافیای سنت وینسنت و گرنادین‌ها

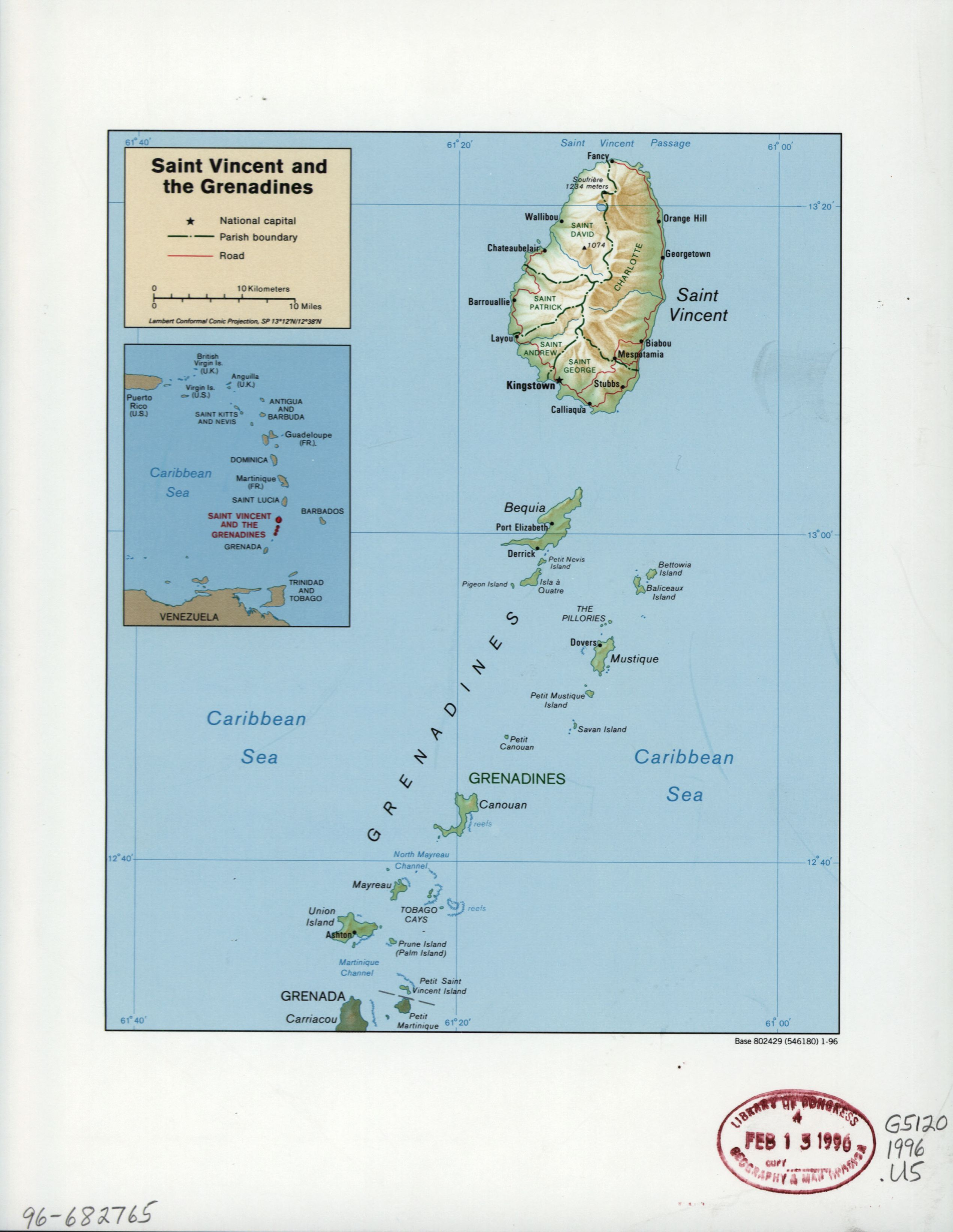
نقشه سنت وینسنت و گرنادین‌ها

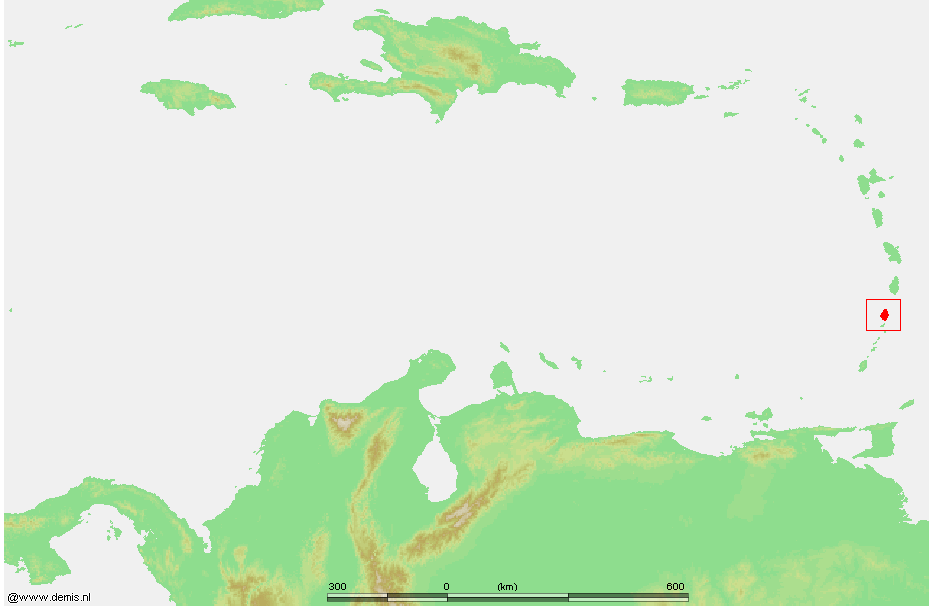
موقعیت جزیره سنت وینسنت در کارائیب.

سنت وینسنت و گرنادین‌ها یک کشور جزیره‌ای در جزایر بادگیر آنتیل کوچک، و جزوی از کمان جزیره‌ای دریای کارائیب در آمریکای شمالی است. این کشور از جزیره اصلی سنت وینسنت و دو سوم شمالی گرنادین‌ها تشکیل شده‌است. سنت وینسنت و گرنادین‌ها مجمع‌الجزایری است که از ۱۲۵ جزیره تشکیل شده‌است که اکثر آنها بسیار کوچک هستند. گرنادین‌ها زنجیره‌ای از جزایر کوچک هستند که در جنوب از سنت وینسنت تا گرنادا امتداد دارند. مساحت کل کشور سنت وینسنت و گرنادین‌ها ۳۹۰ کیلومتر مربع است که ۳۴۲٫۷ کیلومتر مربع آن مربوط به جزیره اصلی سنت وینسنت است. پایتخت این کشور یعنی کینگزتاون نیز در جزیره سنت وینسنت واقع شده‌است.
جزیره سنت وینسنت در حدود ۳۲ کیلومتری جنوب غرب سنت لوسیا و ۱۶۰ کیلومتری غرب باربادوس قرار دارد. طول آن ۳۰ کیلومتر و بیشینهٔ پهنای آن ۱۸ کیلومتر است.
جزایر بزرگ‌تر گرنادین‌ها که جزوی از کشور سنت وینسنت و گرنادین‌ها به‌شمار می‌آیند، عبارتند از: بکویا، کانوآن، مایرو، موستیک، پرون (پالم)، سنت وینسنت کوچک و جزیره یونیون. جزیرک‌های توباگو، درست در شرق مایرو، به عنوان ذخیره‌گاه حیات وحش تعیین شده‌اند.
جزیره اصلی سنت وینسنت و گرنادین‌ها سنت وینسنت است. جغرافیای آن بیشتر کوهستانی است و زمین‌های هموار بسیار کمی را شامل می‌شود. همچنین تفاوت زیادی بین خطوط ساحلی در هر دو طرف جزیره وجود دارد. سمت بادگیر بسیار صخره ای است، در حالی که سمت بادپناه از سواحل شنی زیادی تشکیل شده‌است و خلیج‌های بسیار بیشتری دارد. بلندترین قله جزیره (و همچنین کشور) آتشفشان لا سوفریر با ارتفاع ۱۲۳۴ متر است. چندین جزیره کوچک در ساحل سنت وینسنت وجود دارد، از جمله جزیره یانگ و جزایر گاو و گوساله.
جزیره سنت وینسنت دارای کوه‌های آتشفشانی پردرخت است که از شمال به جنوب کشیده شده‌اند و جویبارهای سریع کوتاه زیادی دارد. اگرچه شمار این جویبارها زیاد است، اما به‌جز پس از باران‌های شدید، پهنای آن‌ها کوچک است. این کشور هیچ رودخانه قابل کشتیرانی ندارد.
دو قله مرتفع جزیره هر دو بر روی آتشفشان لا سوفریر ۱۲۳۴ متر و ۱۱۷۸ متر در شمال قرار دارند، که در سال‌های ۱۸۱۲ و ۱۹۰۲ فوران فاجعه‌باری داشت و به‌طور جدی بر محیط زیست ساکنان کشور تأثیر گذارد. لا سوفریر در سال ۱۹۷۹ دوباره فعال شد و چرخه خسارت زدن به کشاورزی و تخلیه گسترده ساکنان را تکرار کرد. گفته می‌شود که خاکستر آتشفشان که تا باربادوس پخش شده‌است، حاصلخیزی خاک را افزایش داده‌است. از دیگر قله‌های قابل توجه در جزیره می‌توان به گراند بونهوم و کوه سنت اندرو اشاره کرد.

## آب و هوا
در سنت وینسنت و گرنادین‌ها، آب و هوا در تمام طول سال گرمسیری، گرم و مرطوب است و فصلی نسبتاً خنک و خشک از ژانویه تا اواسط آوریل و فصل گرم، مرطوب و بارانی از ژوئن تا دسامبر دارد. در دوره اول، بادهای بسامان (تجاری) شمال شرقی، بادهای ثابت معمول آب و هوای گرمسیری، به‌طور پیوسته و با شدت متوسط می‌وزد، در حالی که در دوره دوم، این بادها نامنظم‌تر بوده و ممکن است وقفه‌هایی داشته باشند. 
از اواسط فروردین تا اواخر اردیبهشت، قبل از فصل گرما و باران، هم دما و هم فراوانی بارندگی‌ها به تدریج افزایش می‌یابد. بارندگی به‌ویژه در جزیره اصلی بسیار زیاد است. در کینگ‌تاون، تقریباً ۲۰۰۰ میلی‌متر (۷۸ اینچ) باران در سال می‌بارد که شامل بیش از ۲۰۰ میلی‌متر (۸ اینچ) از ژوئن تا نوامبر است. تنها ماه‌هایی که بارندگی طی آن کمتر از ۱۰۰ میلی‌متر (۴ اینچ) است، فوریه، مارس و آوریل هستند. برعکس، گرنادین‌ها کمی خشک‌تر هستند، در واقع، کمتر از ۱۵۰۰ میلی‌متر (۶۰ اینچ) باران در سال دریافت می‌کنند. باران‌ها در طول سال به‌ویژه به صورت رگبار یا رعد و برق رخ می‌دهد که می‌تواند شدید باشد، اما معمولاً طولانی نیست، بنابراین ساعات آفتابی را خیلی کاهش نمی‌دهد. با این حال، گاهی اوقات ممکن است یک موج شدیدتر از آب و هوای بد وجود داشته باشد. در واقع میزان تابش آفتاب در تمام طول سال حداقل در کنار سواحل خوب است.
دریا به اندازه کافی برای شنا در طول سال گرم است: دمای آب از ۲۷ درجه سانتی‌گراد بین ژانویه و آوریل تا ۲۹ درجه سانتی‌گراد در اوت و سپتامبر متغیر است.